# Santiago Villalta
Santiago Villalta är en ort i Mexiko.   Den ligger i kommunen Atlangatepec och delstaten Tlaxcala, i den sydöstra delen av landet, 90 km öster om huvudstaden Mexico City. Santiago Villalta ligger 2 772 meter över havet och antalet invånare är 330.
Terrängen runt Santiago Villalta är platt söderut, men norrut är den kuperad. Santiago Villalta ligger uppe på en höjd. Runt Santiago Villalta är det ganska tätbefolkat, med 70 invånare per kvadratkilometer. Närmaste större samhälle är Tlaxco, 13,4 km öster om Santiago Villalta. Trakten runt Santiago Villalta består till största delen av jordbruksmark.